# П'єр Санкан
П'єр Санкан (фр. Pierre Sancan; 24 жовтня 1916 — 20 жовтня 2008) — французький піаніст, композитор, викладач.

## Біографія
Учився у Тулузькій консерваторії, потім в Паризькій консерваторії у Іва Ната (фортепіано), Анрі Бюссера (композиція), Шарля Мюнша і Піці Дезорм'єра (диригування). 1943 року був визнаний гідним Римської премії за кантату «Легенда про Ікара», однак матеріальне вираження цієї премії — дворічне перебування у Римі — було відкладено на післявоєнні 1946–1947 роки.
Як піаніст Санкан записав фортепіанні концерти Моцарта і Моріса Равеля, однак найбільшою мірою був відомий своїм ансамблем з Андре Наварра: разом вони записали всі сонати для віолончелі й фортепіано Л. Бетховена. У композиторській спадщині Санкана — опера «Ундіна»; 1966), балети «Відожбраження» (1965, на основі власного концерту для фортепіано з оркестром), «Комедія дель арте» (1951) і «Мурахи» (1966), Симфонія для струнного оркестру (1961) і багато інших творів, з яких найбільшою популярністю, однак, користуються камерні мініатюри: Сонатина для флейти і фортепіано, Тема й варіації для арфи, фортепіанні мініатюри тощо.
У 1956–1985 роках Санкан — професор Паризької консерваторії по класу фортепіано. Серед його учнів, зокрема, Жан Філіп Коллар, Клод Сімерман, Жан-Марк Savelli, Жак Рув'є, Верб Анрі, Абдель-Рахман Ель-Баха, Мішель Берофф та ін.